# Kirk Baltz
Pour les articles homonymes, voir Baltz.
Kirk Baltz (14 septembre 1959 à New York) est un acteur et producteur américain.

## Filmographie

### Acteur
- 1988 : Histoires d'Amérique de Chantal Akerman
- 1989 : On the Make de Sam Hurwitz : Richard
- 1990 : Danse avec les loups (Dances with Wolves) de Kevin Costner : Edwards
- 1991 : La Cicatrice de la honte (The Marla Hanson Story) (TV) : Steve Roth
- 1991 : Out of the Rain (en) de Gary Winick : Val
- 1992 : Reservoir Dogs de Quentin Tarantino : Marvin Nash
- 1992 : Human Target (série TV) : Philo Marsden
- 1993 : Skin Art de W. Blake Herron : Will
- 1993 : Cigarettes and Coffee de Paul Thomas Anderson
- 1994 : Tueurs nés (Natural Born Killers) d'Oliver Stone : Roger
- 1994 : Probable Cause (TV) : John Sanchez
- 1994 : Libre comme l'oiseau (Following Her Heart) (TV) : Kenny
- 1995 : Ripple de Jonathan Segal
- 1995 : Ma fille en danger (Fighting for My Daughter) (TV) : Russell
- 1995 : Kingfish: La vie de Huey P. Long (en) (Kingfish: A Story of Huey P. Long) (TV) : Frank Costello
- 1996 : Bloodhounds (TV) : Charles Veasey
- 1997 : Volte/face (Face/Off) de John Woo : Aldo
- 1997 : Cold Around the Heart de John Ridley : Detective Logan
- 1998 : Bulworth de Warren Beatty : Debate Producer
- 1998 : Brigade de l'extrême (Blade Squad) (TV) : Tarkenton
- 1998 : Un privé à L.A. (Where's Marlowe?) de Daniel Pyne : Rivers
- 1999 : Au service de la loi (en) (To Serve and Protect) (mini-série) : Donald
- 2001 : Warden of Red Rock (it) (TV) : Gil Macon
- 2001 : Rave Macbeth de Klaus Knoesel : Dean
- 2002 : For Earth Below de Loretta Harms : Keith
- 2003 : A Little Crazy de Jordan Ellis : Matt
- 2013 : Parker de  Taylor Hackford : Bobby Hardwicke
- 2017 : Kings de Deniz Gamze Ergüven : Officier Cooley

### Producteur
- 1993 : Cigarettes and Coffee